# Murilo Mendes
Murilo Mendes (Juiz de Fora, 1901. május 13. – Lisszabon, 1975. augusztus 14.) brazil író és költő. A keresztény Mendes a szürrealizmus egyik brazíliai meghonosítója volt.

## Művei
- Poemas (1930)
- Bumba-Meu-Poeta (1930)
- História do Brasil (1933)
- Tempo e Eternidade (1935 — közösen Jorge de Limá-val)
- A Poesia em Pânico (1938)
- O Visionário (1941)
- As Metamorfoses (1944)
- O Discípulo de Emaús (1944)
- Mundo-Enigma (1945)
- Poesia-Liberdade (1947)
- Janela do Caos (1948)
- Contemplação de Ouro Preto (1954)
- Tempo Espanhol (1959)
- Poliedro (1962)
- A Idade do Serrote (1968)
- Convergência (1972)
- Retratos-Relâmpago (1973)